# Tanystylum hooperi
Tanystylum hooperi là một loài nhện biển trong họ Ammotheidae. Loài này thuộc chi Tanystylum. Tanystylum hooperi được miêu tả khoa học năm 1977 bởi Clark.